# サン＝ベルナール峠を越えるボナパルト
『サン＝ベルナール峠を越えるボナパルト』（サン・ベルナールとうげをこえるボナパルト、仏: Bonaparte franchissant le Grand-Saint-Bernard）は、フランスの画家・ジャック＝ルイ・ダヴィッドが1801年から1805年の間に描いたナポレオン1世の油彩肖像画5枚に付けられた題。『アルプスを越えるナポレオン』その他の名称で呼ばれることもある。最初の依頼主はスペイン王で、ナポレオンとその軍隊が、1800年5月にグラン・サン・ベルナール峠経由でアルプスを越えようとする姿を理想化して描いている。

## 背景

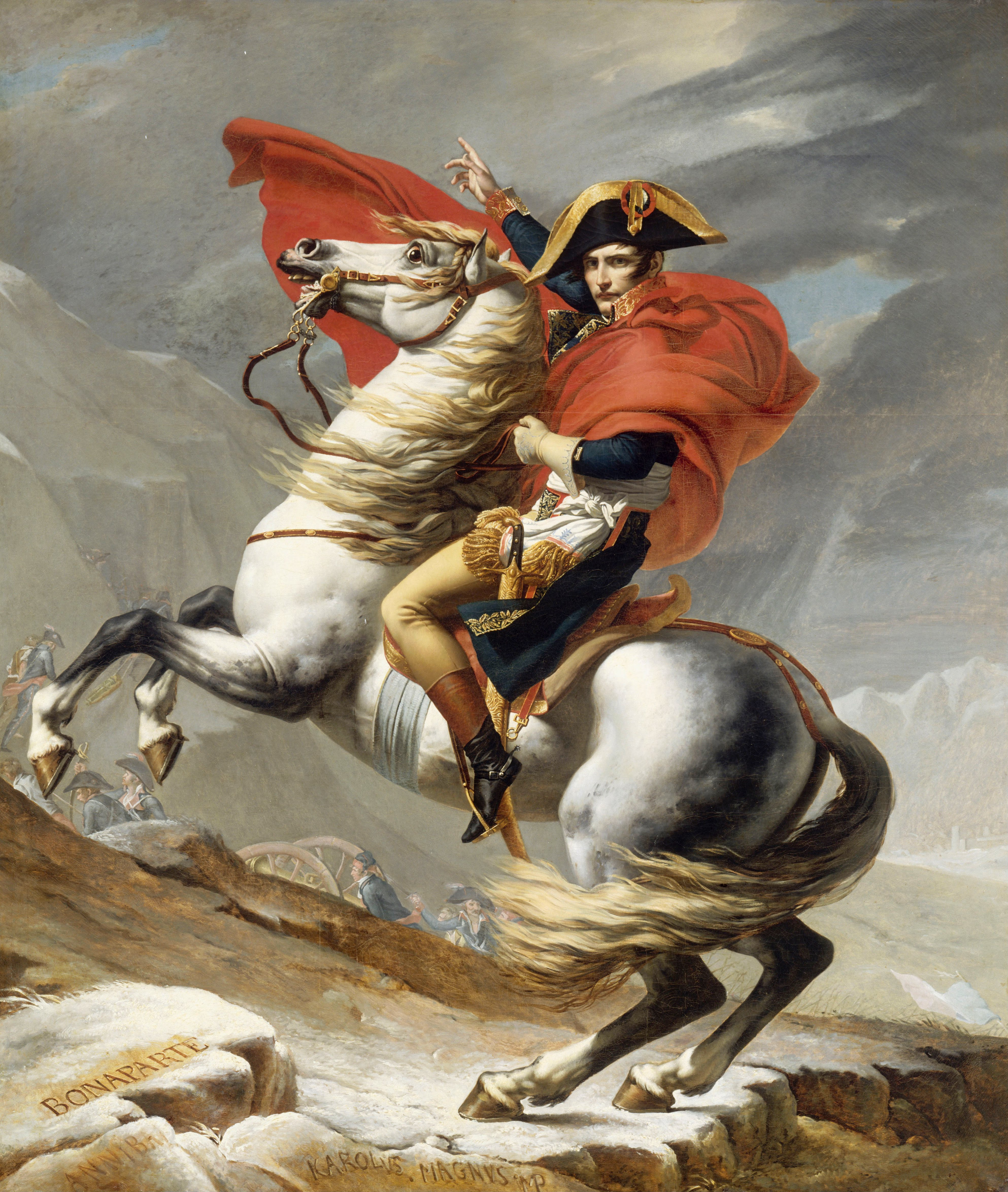
ヴェルサイユ宮殿蔵1枚目

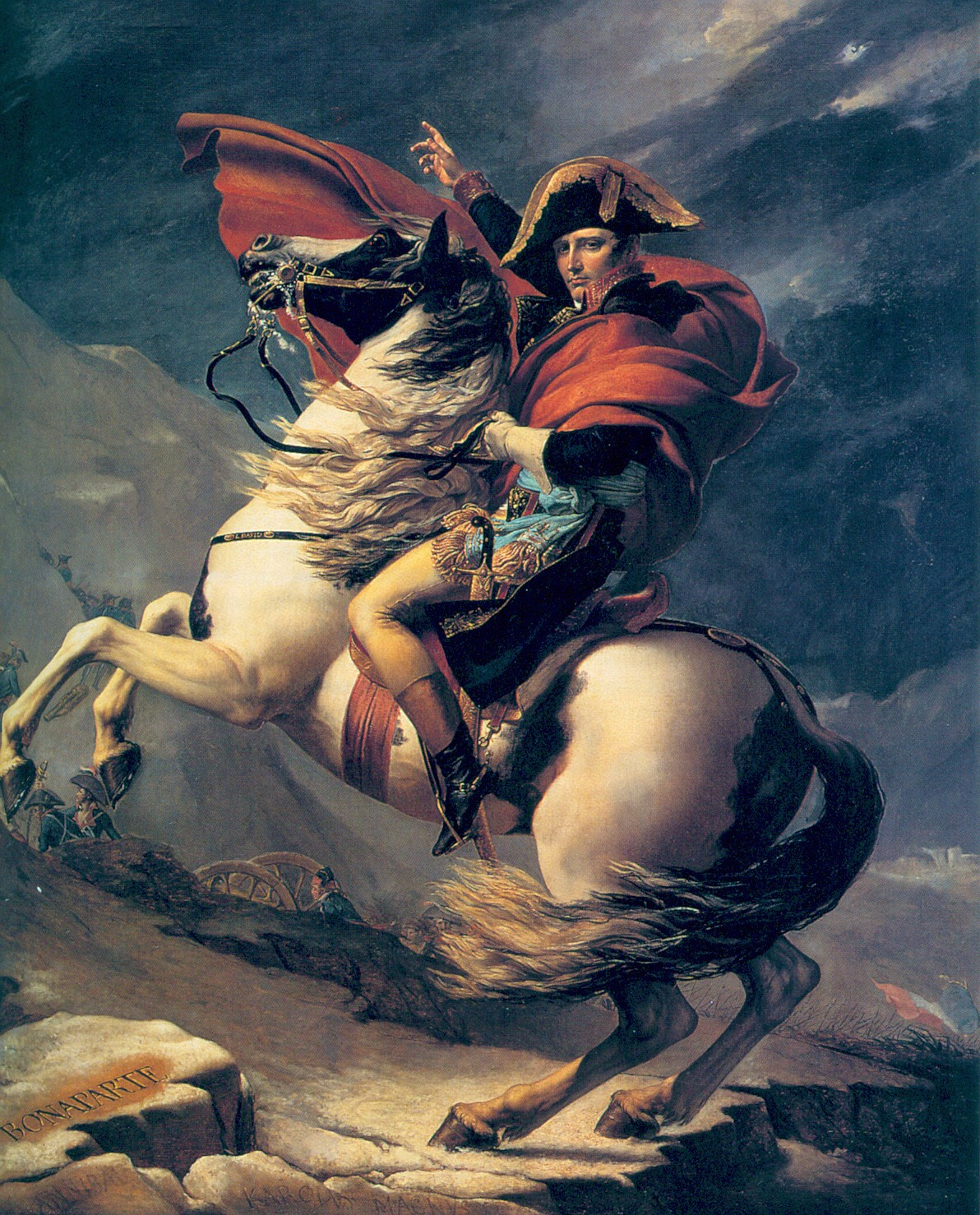
ヴェルサイユ宮殿蔵2枚目

1799年11月9日のブリュメールのクーデターでフランスへの影響力を手にしたナポレオンはイタリアに戻ってフランス軍を補強し、前年にオーストリア（ハプスブルク君主国）に奪われたチザルピーナ共和国を取り戻す決心をした。1800年春、ナポレオンは予備軍を率いてグラン・サン・ベルナール峠を経由してアルプスを越えた。ミヒャエル・フォン・メラス指揮下のオーストリア軍はジェノヴァのアンドレ・マッセナを包囲しており、ナポレオンはアルプス越えによって敵の裏をかこうとした。ナポレオン軍が到着する前にジェノヴァは陥落したが、ナポレオンは進軍を続け、オーストリア軍が態勢を建てなおす前に交戦しようとした。6月9日、予備軍はモンテベッロで交戦し、次いでマレンゴの戦いでついに決定的勝利を手にする。
ナポレオンの第一統領就任、イタリアにおけるフランスの勝利はスペイン王カルロス4世との和睦につながった。外交関係を再び樹立するための会談期間に、従来からの贈り物が復活した。ヴェルサイユ製造のピストル、パリの最上級ドレスメーカーのドレス、マリア・ルイサ王妃への宝石、新たに再任された首相マヌエル・デ・ゴドイのためには甲冑一揃いがカルロス王に贈られた。返礼にナポレオンが受け取ったのは、国王の厩舎からスペイン馬16頭、ゴヤの手による国王夫妻の肖像画、ダヴィッドに描かせる肖像画であった。フランスの駐スペイン大使シャルル＝ジャン＝マリー・アルキエは、カルロス王の元絵をダヴィッドに描かせた。肖像画は2か国の新しい関係を示すものとして、マドリード王宮に掲げられる予定であった。ダヴィッドは熱心な革命支持者だったが、新たに統領政府支持に回っており、依頼を熱望していた。
注文に際しナポレオンは、さらに3枚の絵を描くよう要求した。それぞれサン＝クルー城、アンヴァリッド、ミラノのチザルピーナ王宮に飾るためであった。ダヴィッドによる5枚目の絵は、ダヴィッドが死去するまで他の作品とともにアトリエで保管された。

### 5枚の絵の経歴
原画は1812年までマドリードにあったが、ナポレオンの兄ジョゼフ・ボナパルトがスペイン王を廃位されたときに撤去された。アメリカ亡命に際してジョゼフはこの絵を持ち運び、ニュージャージー州ボーデンタウンのポイント・ブリーズ邸に掛けていた。作品は子孫に受け継がれ、1949年に曾孫のウジェニー・ボナパルトの死去に際してマルメゾン城の美術館に寄贈された。
1801年以降サン・クルー城に掛かっていた絵は、1814年プロイセン王の指示で、フォン・ブリュッヘル指揮の軍に持ち出された。現在は、ベルリンのシャルロッテンブルク宮殿に展示されている。
1802年に複製されアンヴァリッドに掛けられていた絵は、1814年のブルボンの王政復古に際し、はずされて倉庫保管となった。しかし1837年にルイ・フィリップの指示でヴェルサイユ宮殿の美術館に展示され、現在もここで見ることができる。
1803年制作の絵はミラノに届けられ、1816年にはオーストリアに押収されそうになったがミラノの人々がこれに抵抗、1825年まではミラノに残っていた。最終的に1834年、ウィーンのベルヴェデーレ宮殿に納められた。オーストリア・ギャラリーのコレクションの一つとして、現在も宮殿内に展示されている。
1825年にダヴィッドが死去するまで彼に保管されていた絵は、1846年にショッピング・センター (Bazar Bonne-Nouvelle) に展示された。ボードレールはここで絵を見て論評している。1850年、ダヴィッドの娘ポーリーヌ・ジェニーンによりテュイルリー宮殿に納められ、1979年にはヴェルサイユ宮殿の美術館に移された。

## 表現
依頼内容はナポレオンが第一統領の制服を着て立つ肖像画で、おそらくアントワーヌ＝ジャン・グロやロベール・ルフェーブル、ドミニク・アングルによってのちに作製された肖像画(『アルコレ橋のボナパルト』、『戴冠衣装のナポレオン』、『玉座のナポレオン』)と同様のものを意図していたのであろう。しかし、ダヴィッドは乗馬姿を描きたがっていた。スペイン大使イグナシオ・ムスキスは、どのような表現を求めるかナポレオンに問い合わせた。ナポレオンは最初、閲兵の場面を望んだが最終的にはアルプス越えの場面を選択した。
実際のアルプス越えは晴天の日のことであり、ナポレオン自身は軍隊に数日遅れてラバに乗ってガイドに案内された。しかしこの絵のそもそもの主目的はプロパガンダであって、ナポレオンがダヴィッドに求めたのは「Calme sur un cheval fougueux (荒馬を冷静に乗りこなす)」姿であった。ハンニバルやカール大帝など軍隊をアルプスの向こうに導いた偉大な将軍らの名を追加するよう、彼が提案した可能性もある。

### 制作
ダヴィッドの普段のやり方とは違い、下書きや下調べはほとんど行われなかった。ダヴィッドの弟子のグロが、御された馬の小さな油彩スケッチを行った。これは、おそらくナポレオンの馬を描いた習作である。ダヴィッドのノートには、乗り手の姿勢に関する初期の考察がスケッチされている。初期の習作が少ないことについては、ナポレオンが肖像モデルになるのを拒否したことと関係があるかもしれない。1796年、ナポレオンはジョゼフィーヌの求めに応じてグロの前に座ったが、グロによればごく短い時間でしかなかったという。1798年にダヴィッドもどうにかナポレオンをじっと座って肖像画モデルになるよう説き伏せたがその3時間、ダヴィッドはそわそわと落ち着かず充分にはナポレオンを描くことができなかった。アルプスの場面を描くことを引き受けた際、習作を描く間ナポレオンが着席することをダヴィッドは期待していたと思われるが、ナポレオンはそっけなくこれを拒絶した。単に座っているのが嫌なだけではなく、肖像画には身体的特徴ではなく内面的な人格を表現していなければならないと考えたからだった。
| " Poser ? à quoi bon ? croyez-vous que les grands hommes de l'Antiquité dont nous avons les images aient posé ? " " Mais citoyen premier consul je vous peins pour votre siècle, pour des hommes qui vous ont vu, qui vous connaissent, ils voudront vous trouver ressemblant. " " Ressemblant ? Ce n'est pas l'exactitude des traits, un petit pois sur le nez qui font la ressemblance. C'est le caractère de la physionomie ce qui l'anime qu'il faut peindre. ... Personne ne s'informe si les portraits des grands hommes sont ressemblants, il suffit que leur génie y vive. " |  | 「座る? なんのために? 古代の偉人たちはいったい、誰のために座ったというつもりなのか?」 「しかし市民第一統領、私はあなたの世紀に、あなたを見知っている人々に向けて、あなたの絵を描くのです。彼らは、あなたに似ている絵を期待しているでしょう。」 「似た絵? 特徴を正確に描けばいいというものではない、鼻の横のいぼを描いて何になるというのだ。絵に描かれる必要があるのは、人格だ・・・偉大な人物に似ているかどうかなど、どうでもよいことだ。彼らの才能がそこに息づいていることが大切なのだ。 |

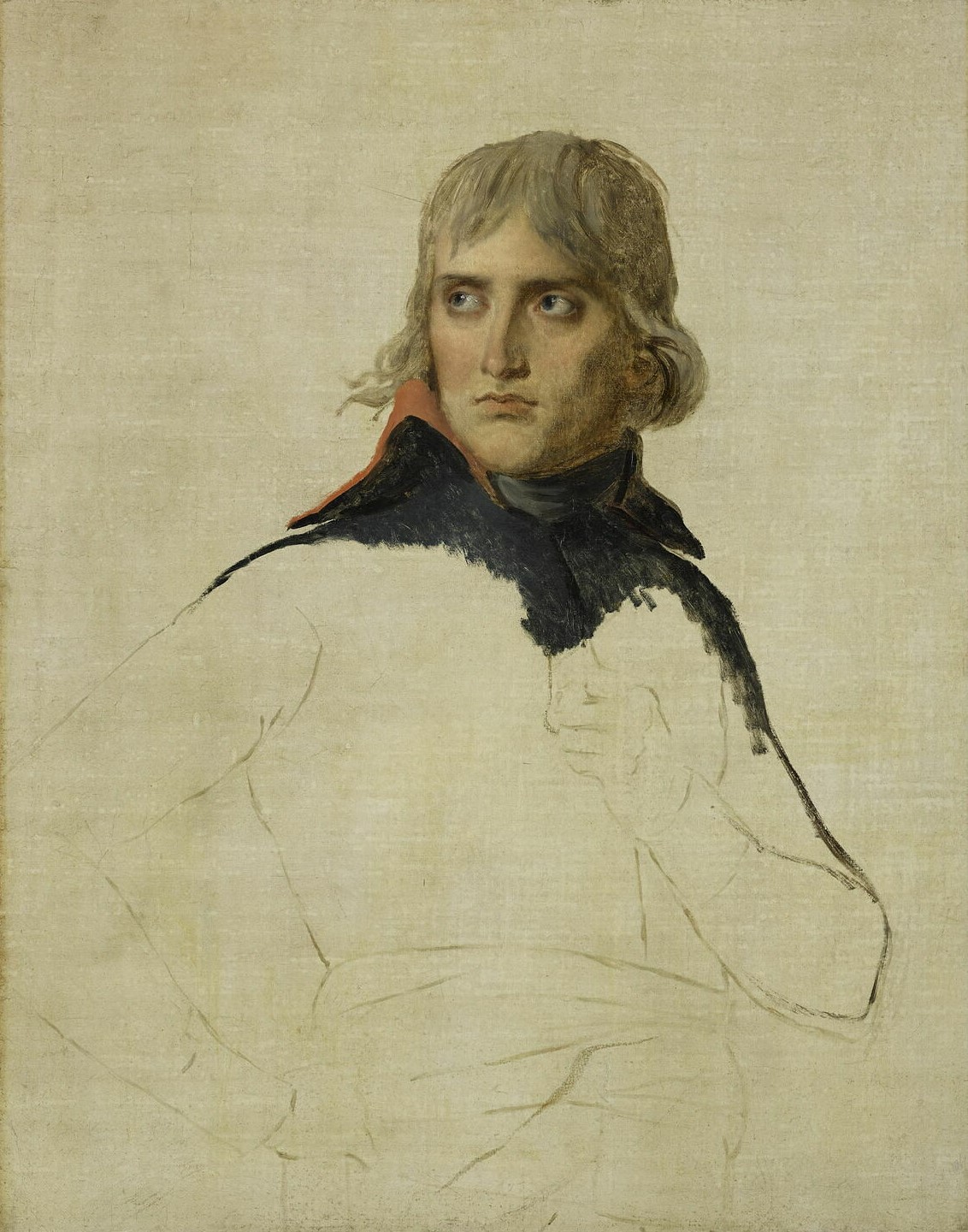
ダヴィッドによる未完成のナポレオン。1798年。

ナポレオンが肖像画のために着席することを拒否し続けた結果、絵はリアリズムを離れ、政治的図像となった。これ以降、肖像画は象徴的になり、身体的特徴を写し取るのではなく、理想化された姿を描くことになる。
絵のモデルになるようナポレオンを説得できなかったダヴィッドは、その特徴をとらえる出発点として息子をモデルにして梯子の上に座らせポーズをとらせた。しかし、服装についてはナポレオンがマレンゴの戦いで着用した制服と二角帽子を借りることができたので、正確なものとすることができた。ナポレオンの馬のうち2頭が、「気の荒い軍馬」のモデルとして使われた。1頭は栗毛の雌馬ラ・ベルで、シャルロッテンブルク宮殿所蔵のものにその特徴が表れている。もう1頭は有名な葦毛マレンゴで、ヴェルサイユとウィーンの宮殿所蔵のものに描かれている。背景のモデルには、「Voyage pittoresque de la Suisse」から彫刻が選ばれた。
5枚の絵のうち最初のものは、1800年10月から1801年の1月までの4か月をかけて描かれた。1枚目が完成すると、ダヴィッドはすぐ2枚目に取りかかり5月25日に完成させた。この日はルーヴル宮殿にあるダヴィッドのアトリエに、ナポレオンが肖像画の点検に訪れる日だった。
ダヴィッドの2人の弟子も複製の制作に携わった。ジェローム＝マルタン・ラングロワは主に最初の2枚の肖像画に、ジョルジュ・ルジェはアンヴァリッドに所蔵されている複製に取り組んだ。

### 技術
フランソワ・ブーシェやジャン・オノレ・フラゴナールは赤や灰色の下塗りをベースカラーに、その上に絵を描いた。対照的にダヴィッドはナポレオンの肖像を描いた際の最初の試作品や『球戯場の誓い』のスケッチなどその未完成作品に見られるように、白いカンヴァスを背景として使用し、その上に直接色を乗せた。
ダヴィッドは2枚から3枚の層を使用して描いた。基本的なアウトラインを黄土色でデッサンしてから、軽いタッチで絵に肉付けする。このときは絵具のほとんど付いていない筆で、詳細よりも明暗をブロック分けすることに専念する。このテクニックの成果は、『サン＝ベルナール峠を越えるボナパルト』のマルメゾンの原画の、特に馬の臀部の表現によく現れている。2層目でダヴィッドは詳細を描き、気になる部分を補修することに力を注ぐ。
3層目以降が最終仕上げであり、色調を調え表面を滑らかにする。ダヴィッドは、しばしばこの部分を弟子に任せていた。

### 細部

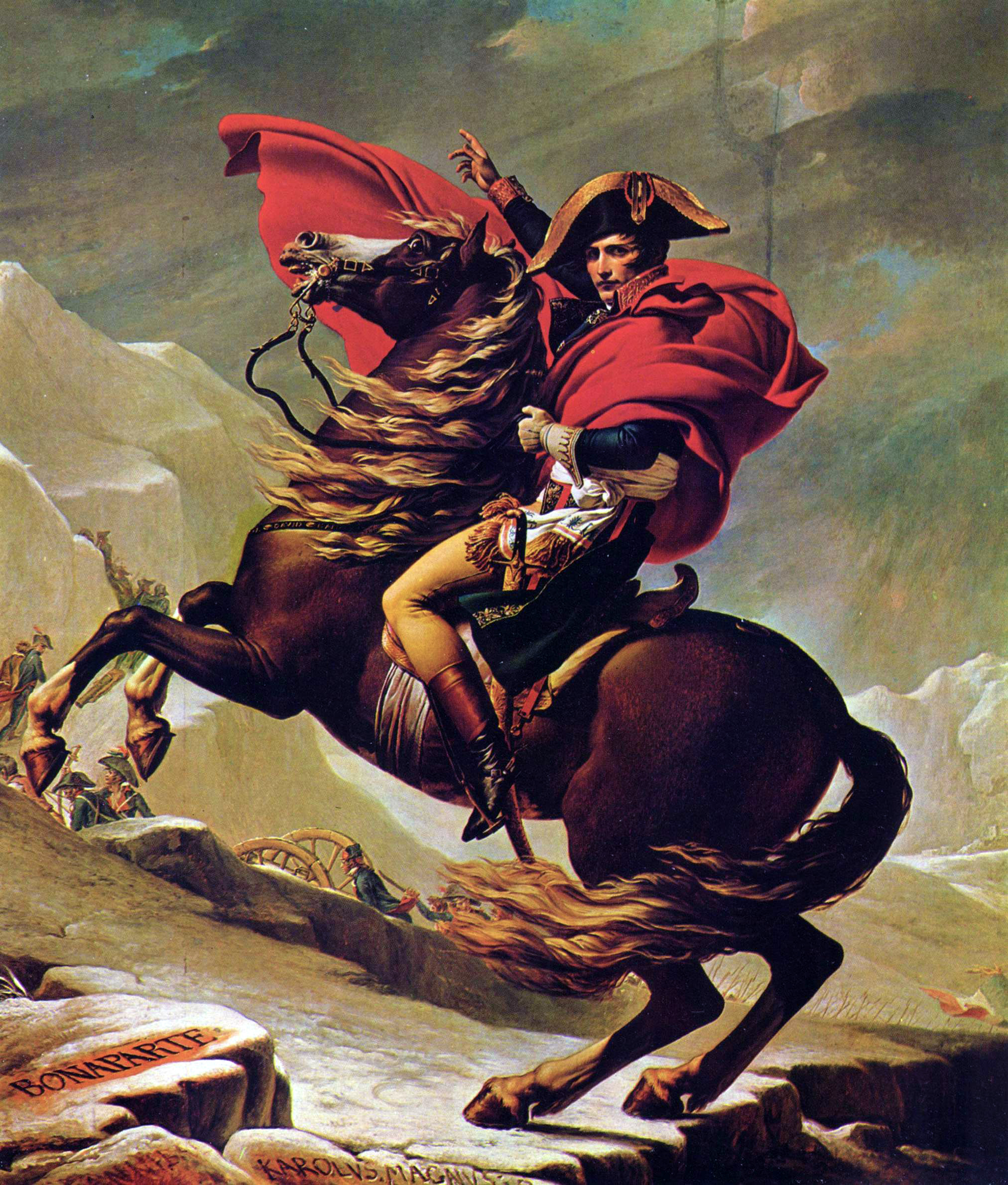
シャルロッテンブルク宮殿蔵

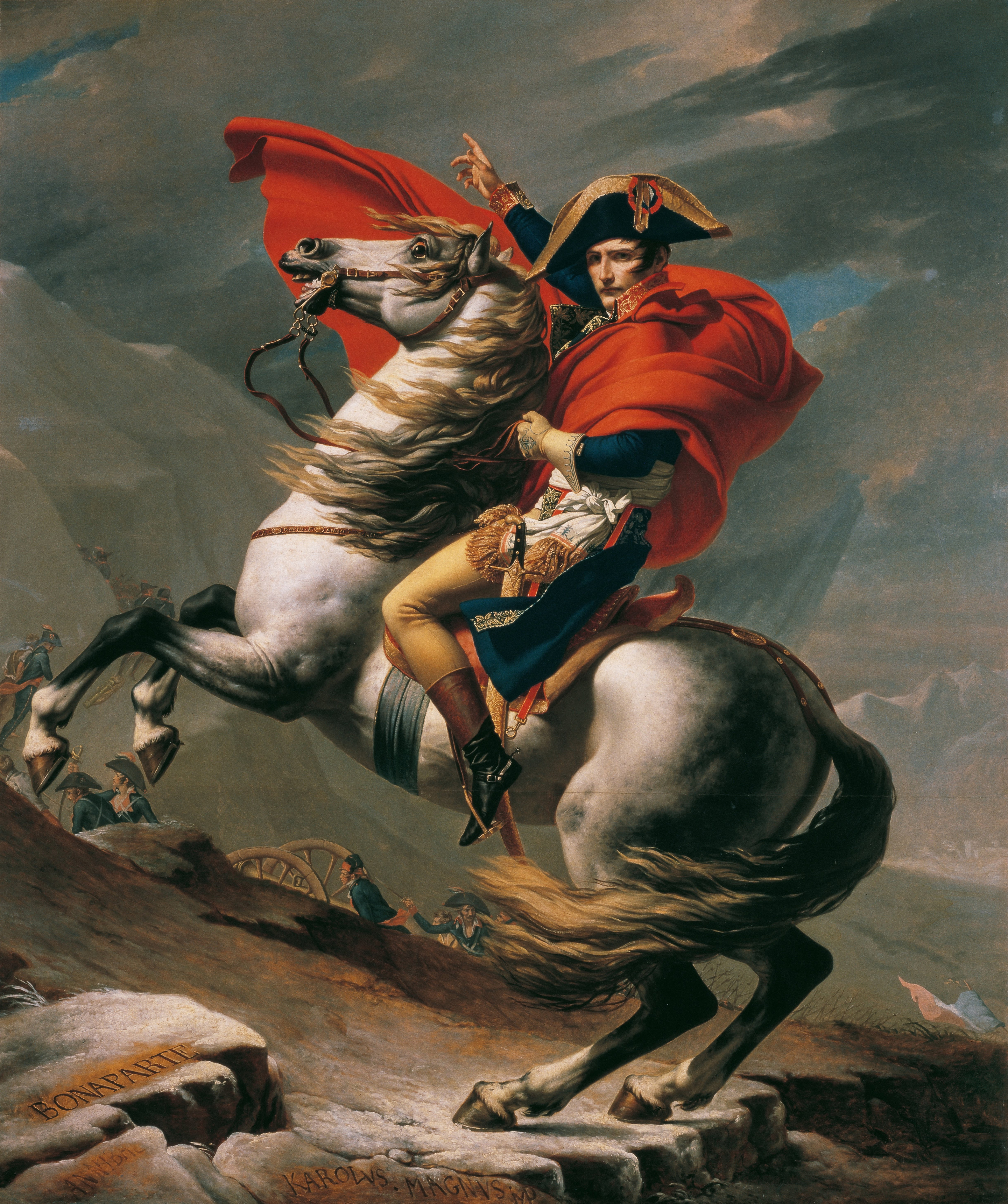
ベルヴェデーレ宮殿蔵

5枚の絵はいずれもほぼ同じ大きさ (2.6 x 2.2 m) である。ナポレオンは、総大将の制服、金で縁取られた二角帽、マムルーク様式のサーベルを着用して乗馬している。風をはらんだ大きなマントが、ナポレオンを包み込むように折れている。顔を画面手前側に向け、右手は山頂を指さし、左手は軍馬の手綱を握っている。馬は後ろ脚で立っており、ナポレオンのマントにあたっていた風が、たてがみと尾にもあたっている。背後には、大砲を運ぶ一群の兵士が、列になって山道を進んでいる。
黒い雲が絵の上部を覆っており、ナポレオンの前には山々が鋭く屹立している。前景の岩には、「BONAPARTE」「HANNIBAL」「KAROLVS MAGNVS IMP」の文字が刻まれている。馬の胸懸には、署名と日付が描かれている。

### 5枚の絵の差異
マルメゾン城に保管されている原画 (260 x 221 cm; 102⅓ x 87 in) のナポレオンは、オレンジ色のコート、カフスに刺繍された長手袋、白黒斑模様の馬、馬具の一式には固定式マーチンゲールという姿である。馬の腹に巻かれた腹帯は、落ち着いた紅色である。背景のサーベルを下げた将校は、馬の尾になかば隠れている。ナポレオンの顔は若々しい。胸懸のくびきに「L.DAVID YEAR IX」と署名されている。
シャルロッテンブルク宮殿に保管されている絵(260 x 226 cm; 102⅓ x 89 in)のナポレオンは、赤いコートで栗毛の馬にまたがっている。留め金が簡素になってマーチンゲールがなくなり、腹帯は灰青色である。地面には雪の跡がある。ナポレオンの顔立ちはやせており、ほのかに微笑んでいるようにも見える。署名は「L.DAVID YEAR IX」である。
ヴェルサイユ宮殿所蔵の1枚目 (272 x 232 cm; 107 x 91⅓ in) では、馬は灰の斑模様で、留め金はシャルロッテンブルグの絵と同じ腹帯は青である。
長手袋の刺繍はシンプルになり、手袋の下に袖の縁飾りが見えている。風景はより暗くなり、ナポレオンの表情もより険しくなっている。絵には署名がない。
ベルヴェデーレ宮殿に保管されている絵 (264 x 232 cm; 104 x 91⅓ in) はヴェルサイユのものとほぼ同じであるが、「J.L.DAVID L.ANNO X」という署名がある。
ヴェルサイユ宮殿所蔵の2枚目 (267 x 230 cm; 105 x 90½ in) では、馬は白と黒、留め金は完全だがマーチンゲールは描かれていない。腹帯は赤である。コートはオレンジがかった赤だが襟は黒い。長手袋の刺繍は非常にシンプルでほとんど目立たない。ナポレオンの腰に結び付けられたスカーフは、明るい青である。この絵でも、馬の尾の陰にサーブルを持った将校が登場する。ナポレオンの顔立ちはやや年上に見え、短髪、ベルヴェデーレ宮殿の絵と同じく、かすかに微笑んでいるように見える。刺繍や二角帽の様式から、この絵は1804年以降に完成したと推測される。絵には「L.DAVID」と署名されており、日付はない。

## 影響

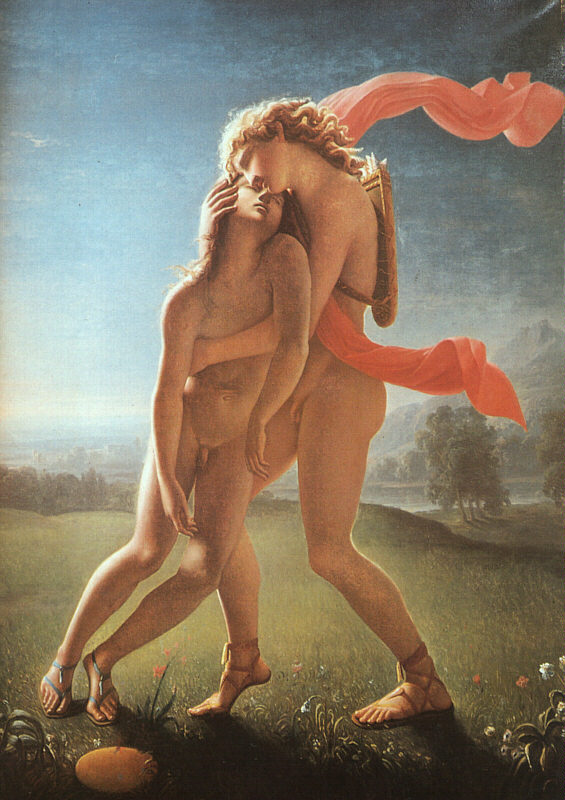
『ヒュアキントスの死』
ジャン・ブロック、1801年

ナポレオンが台頭しマレンゴの戦いに勝利した後、ナポレオンをフランスの新しい主人として称える寓意的肖像が流行した。アントワーヌ＝フランソワ・カレの『マレンゴの戦いの寓話』では、ナポレオンは古代ローマの衣装に身を包み、翼のある勝利の象徴に付き添われている。ピエール＝ポール・プリュードンの『ボナパルトの勝利』では、ナポレオンは翼のある人物に付き添われて二輪戦車に乗っている。しかしダヴィッドは、寓意よりも象徴を選択した。ダヴィッドが描いたナポレオンは英雄的で理想的ではあるが、寓意画の具体的な象徴を欠いている。
「純然たるギリシアへの回帰 (retour vers le grec pur)」という自身の欲求に誠実に、1799年の『サビニの女たち』からナポレオンの肖像画まで、ダヴィッドは徹底的な新古典主義を貫いた。譲歩して服装だけは現代風に描いた。1枚目から通して、馬の姿勢や色は、『サビニの女たち』の乱闘の中にいる1頭とほぼ同じである。

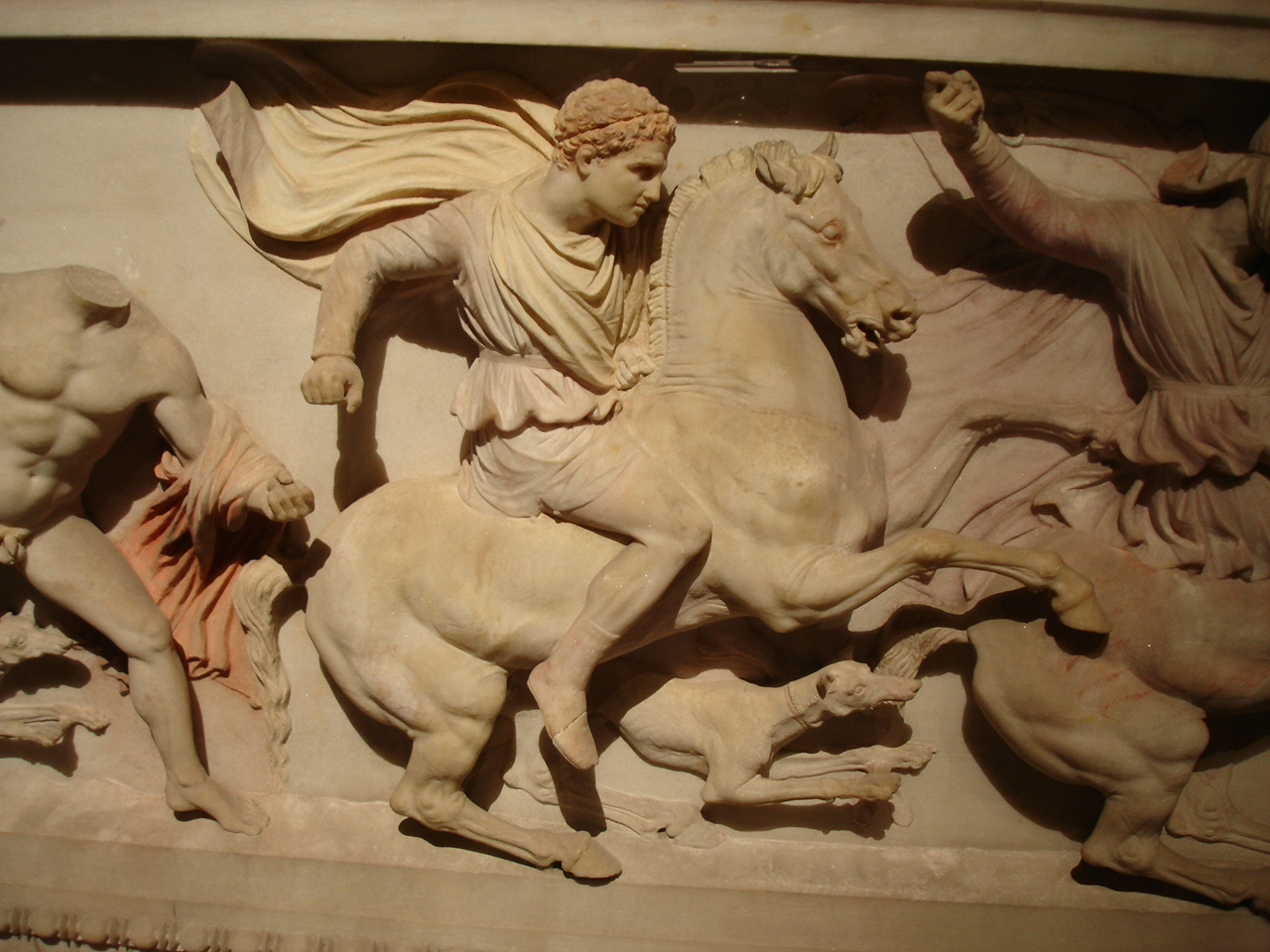
アレクサンダー大王のサルコファガスのレリーフ

最初の絵のナポレオンの若々しい姿は、『en:Apollo Belvedere』に象徴される「美しい理想」の美学を反映している。ダヴィッドの弟子の一人ジャン・ブロックは、『ヒュアキントスの死』でその美学の頂点を極めた。
以前、ダヴィッドが描いた『若きバラの死』の若く美しい少年の姿はまた『サビニの女たち』にも登場している。ナポレオンがモデルを拒否したため代わりにダヴィッドの息子がポーズをとったため、絵に描かれたナポレオンは若々しい姿をしている。足はギリシアの騎乗兵のように折られ、その若さあふれる姿からは、ブケパロスに騎乗する若きアレクサンダー大王の姿を連想する（これを彫刻したサルコファガスは、現在イスタンブールの考古学博物館の所蔵である）。
馬についてダヴィッドはピョートル1世の騎馬像、エティエンヌ・モーリス・ファルコネによるサンクトペテルブルクの『青銅の騎士』を基本に、険しい岩山の上で立ち上がる馬の手綱を冷静にあやつる姿を写し取った。またニコラ・プッサンの『エルサレム神殿の破壊と略奪』にもヒントを得ている。ダヴィッドはプッサンの影響を強く受けていた。ギリシャの彫像の馬はダヴィッドのノートに何度も登場しており、パルテノン神殿の浅浮き彫りもインスピレーションの元となったものと思われる。

## 象徴

### しぐさ

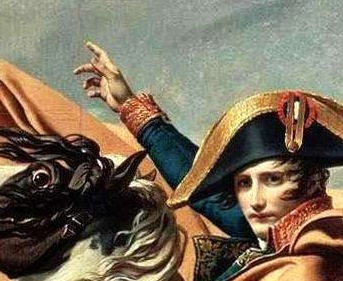
マルメゾン城の絵の一部。

『ペスト流行に際し聖母にとりなすをする聖ロクス』から『ヴィーナスと三美神に武器を取り上げられるマルス』に至るまで、ダヴィッドの絵には何らかのしぐさが必ず描かれる。『ホラティウス兄弟の誓い』や『球戯場の誓い』『en:The Distribution of the Eagle Standards』で見られる挙手は、弁論を表す修辞技法となっている。『ソクラテスの死』では、まさに毒をあおろうとする瞬間の哲学者は、嘆き悲しむ弟子を叱責するしぐさで、彼らを教え諭し続けている。『サン＝ベルナール峠を越えるボナパルト』の場合、必ずたどり着いて見せるという指揮官の意志を表している。示しているのは山頂というよりも勝利の必然性であり、同時に兵士たちに向かって、後に続くよう命令している。素手ではなく手袋をしているということは、征服者ではなく調停者として見られたいというナポレオンの望みを表している可能性がある。

### 銘
ダヴィッドは象徴性を強めるため、少なくとも8つの作品に銘を入れている。『施しを受けるベリサリウス』『アンドロマケーの悲嘆』『マラーの死』『サン＝ファルジョーの毛皮商人(散逸)』『サン＝ベルナール峠を越えるボナパルト』『サッフォーとファオン』『書斎のナポレオン』『テルモピュライのレオニダス』の8つである。『マラーの死』では、死せる革命家が、暗殺者シャルロット・コルデーの名前が書かれた紙を手にしている。『テルモピュライのレオニダス』では、テルモピュライの戦いにおける犠牲の詳細を壁に彫るスパルタ人が画中に描かれている。『サン＝ベルナール峠を越えるボナパルト』の場合、岩にボナパルトとともに、ハンニバルとカール大帝の銘が刻まれている。彼らはアルプス越えを果たしたという点で関連しており、ナポレオンをその後継者のように見せる効果がある。カール大帝の名とともに「皇帝 (Imperator)」を表す「IMP」の文字が並ぶことで、銘の追加にナポレオンが関知していた可能性も考えられる。偶然の一致か、野心の表れか？ しかしまた単に、神聖ローマ帝国の皇帝としてのカール大帝の地位を表しているものという可能性もある。

## 反応

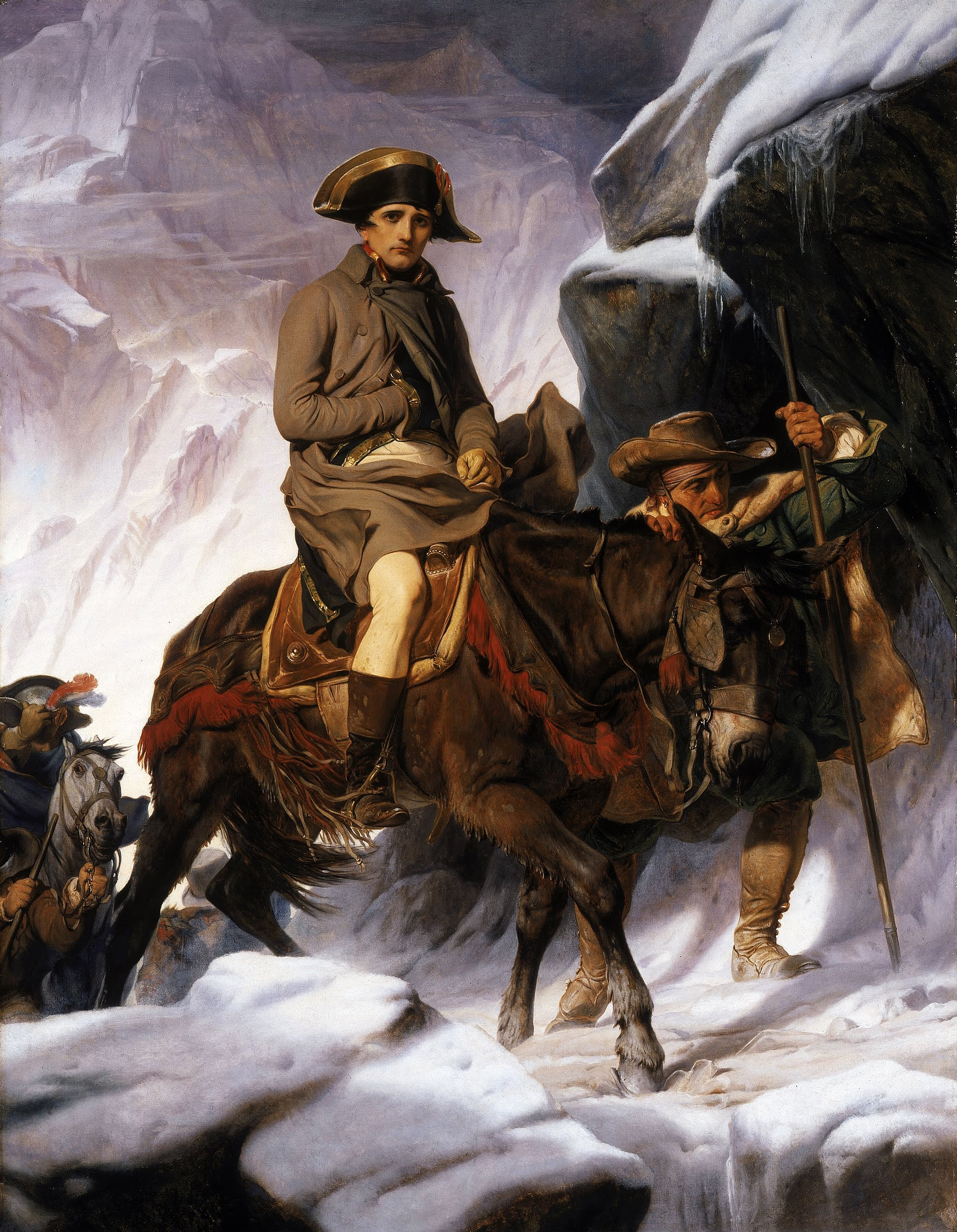
『アルプスを越えるボナパルト』
ポール・ドラローシュ、1850年

複製のうち2枚は1801年6月、『サビニの女たち』とともにルーヴル宮殿に展示された。その購入には新聞紙上に抗議も出たが、複製の数が多かったためもあって、絵はまたたくまに有名になり、その画像はポスターから郵便切手にまで使用されている。『サン＝ベルナール峠を越えるボナパルト』はあっというまに、最も多く複製されるナポレオンの画となった。
この作品でダヴィッドは、騎乗肖像画の分野の頂点を極めた。ナポレオン時代、おそらくテオドール・ジェリコーの『突撃する近衛猟騎兵士官』（1812年）を除いて、この作品ほど称賛を得た作品はなかった。1815年のナポレオンの亡命により肖像画は時勢にそぐわないものとなったが、1830年代後半までにはまた画廊や美術館で展示されるようになった。

### ドラローシュによる絵
ナポレオンに関して膨大なコレクションを持つ第3代オンズロー伯爵・アーサー・ジョージが1848年にポール・ドラローシュを伴ってルーヴルを訪れ、ダヴィッドの絵は芝居がかっていて信用しがたいという感想を持っている。ジョージはドラローシュに、ラバに乗った、より正確なナポレオンの肖像を描くよう注文した。
ダヴィッドの象徴的かつ英雄的な表現より、ドラローシュの絵がより現実的なものであったとしても、それが『サン＝ベルナール峠を越えるボナパルト』の価値を下げるわけではない。ドラローシュはナポレオンを尊敬しており、たとえ現実的な表現で表したとしても、それによってナポレオンの業績が傷つけられるわけではないと考えていた。

### 『ブラック・ブランウィッカーズ』

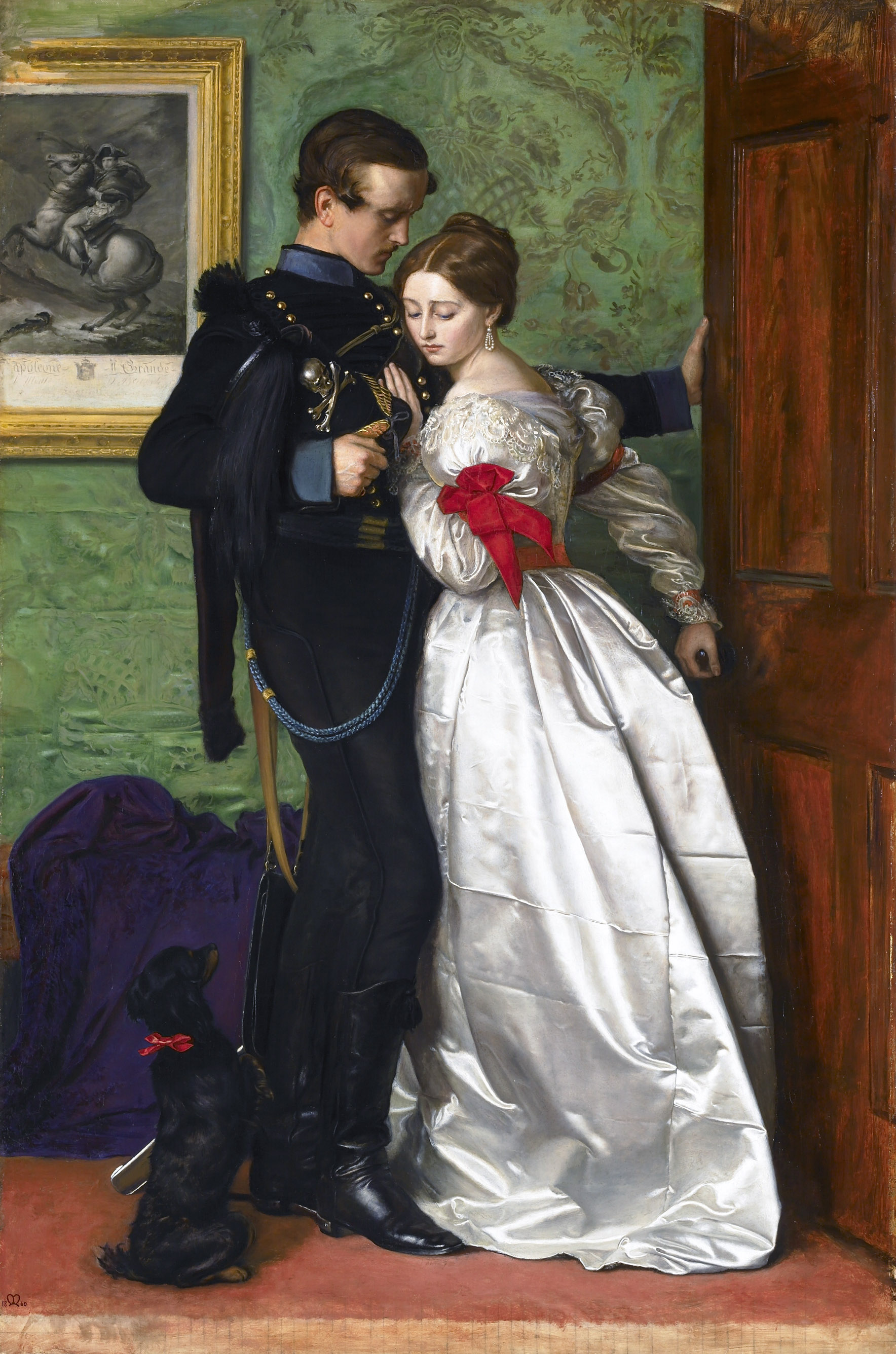
『ブラック・ブランウィッカーズ』1860年

ジョン・エヴァレット・ミレーもまた『ブラック・ブランウィッカーズ』を描く際、ダヴィッドの劇的な誇張と自分の自然主義的な筋書きとを比較利用している。
ブランウィッカーズはカトル・ブラの戦いに参戦しており、その一人が対ナポレオン戦に加わるため恋人の元を離れようとする場面である。その部屋の壁には、『サン＝ベルナール峠を越えるボナパルト』の絵のコピーが掛けられている。